# حلبة خيريز

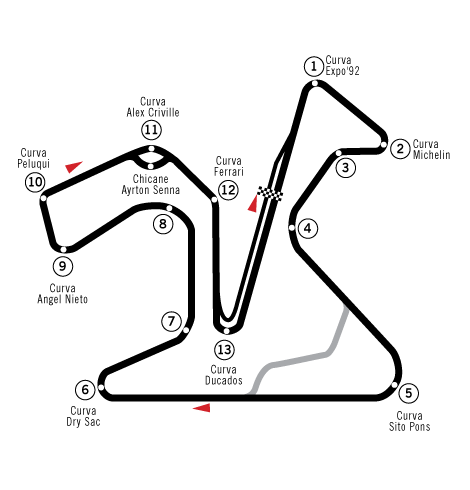
المسار

حلبة خيريز (بالإسبانية: Circuito de Jerez)‏ هي حلبة سباق بطول 4.428 كيلومتر (2.751 ميل) موجودة بالقرب من مدينة شريش في إسبانيا. بدأ بناؤها في سنة 1985 وافتتحت في 1985. استضافت أحداث مثل جائزة إسبانيا الكبرى للفورمولا 1 وجائزة إسبانيا الكبرى للدراجات النارية.

## المناخ
يظهر الجدول التالي التغييرات المناخية على مدار السنة لحلبة خيريز:
| البيانات المناخية لـحلبة خيريز          | البيانات المناخية لـحلبة خيريز | البيانات المناخية لـحلبة خيريز | البيانات المناخية لـحلبة خيريز | البيانات المناخية لـحلبة خيريز | البيانات المناخية لـحلبة خيريز | البيانات المناخية لـحلبة خيريز | البيانات المناخية لـحلبة خيريز | البيانات المناخية لـحلبة خيريز | البيانات المناخية لـحلبة خيريز | البيانات المناخية لـحلبة خيريز | البيانات المناخية لـحلبة خيريز | البيانات المناخية لـحلبة خيريز | البيانات المناخية لـحلبة خيريز |
| الشهر                                   | يناير                          | فبراير                         | مارس                           | أبريل                          | مايو                           | يونيو                          | يوليو                          | أغسطس                          | سبتمبر                         | أكتوبر                         | نوفمبر                         | ديسمبر                         | المعدل السنوي                  |
| --------------------------------------- | ------------------------------ | ------------------------------ | ------------------------------ | ------------------------------ | ------------------------------ | ------------------------------ | ------------------------------ | ------------------------------ | ------------------------------ | ------------------------------ | ------------------------------ | ------------------------------ | ------------------------------ |
| الدرجة القصوى °م (°ف)                   | 25.3 (77.5)                    | 29.0 (84.2)                    | 30.6 (87.1)                    | 33.6 (92.5)                    | 38.2 (100.8)                   | 42.0 (107.6)                   | 44.7 (112.5)                   | 45.1 (113.2)                   | 44.6 (112.3)                   | 36.5 (97.7)                    | 30.8 (87.4)                    | 26.8 (80.2)                    | 45.1 (113.2)                   |
| متوسط درجة الحرارة الكبرى °م (°ف)       | 16.2 (61.2)                    | 17.8 (64.0)                    | 20.8 (69.4)                    | 22.2 (72.0)                    | 25.5 (77.9)                    | 29.9 (85.8)                    | 33.6 (92.5)                    | 33.5 (92.3)                    | 30.4 (86.7)                    | 25.5 (77.9)                    | 20.2 (68.4)                    | 16.9 (62.4)                    | 24.4 (75.9)                    |
| المتوسط اليومي °م (°ف)                  | 10.7 (51.3)                    | 12.1 (53.8)                    | 14.6 (58.3)                    | 16.0 (60.8)                    | 19.0 (66.2)                    | 22.9 (73.2)                    | 25.9 (78.6)                    | 26.1 (79.0)                    | 23.7 (74.7)                    | 19.6 (67.3)                    | 14.9 (58.8)                    | 12.0 (53.6)                    | 18.2 (64.8)                    |
| متوسط درجة الحرارة الصغرى °م (°ف)       | 5.2 (41.4)                     | 6.4 (43.5)                     | 8.3 (46.9)                     | 9.8 (49.6)                     | 12.5 (54.5)                    | 15.9 (60.6)                    | 18.1 (64.6)                    | 18.7 (65.7)                    | 17.0 (62.6)                    | 13.7 (56.7)                    | 9.5 (49.1)                     | 7.1 (44.8)                     | 11.9 (53.4)                    |
| أدنى درجة حرارة °م (°ف)                 | −5.4 (22.3)                    | −5 (23)                        | −2.4 (27.7)                    | −2 (28)                        | 5.0 (41.0)                     | 7.0 (44.6)                     | 9.8 (49.6)                     | 10.5 (50.9)                    | 7.0 (44.6)                     | 2.8 (37.0)                     | −1 (30)                        | −5.4 (22.3)                    | −5.4 (22.3)                    |
| الهطول مم (إنش)                         | 78 (3.1)                       | 56 (2.2)                       | 37 (1.5)                       | 49 (1.9)                       | 30 (1.2)                       | 9 (0.4)                        | 1 (0.0)                        | 2 (0.1)                        | 27 (1.1)                       | 72 (2.8)                       | 96 (3.8)                       | 109 (4.3)                      | 570 (22.4)                     |
| متوسط أيام هطول الأمطار (≥ 1 mm)        | 6                              | 6                              | 5                              | 6                              | 4                              | 1                              | 0                              | 0                              | 2                              | 6                              | 7                              | 8                              | 53                             |
| متوسط الرطوبة النسبية (%)               | 77                             | 73                             | 67                             | 64                             | 60                             | 56                             | 52                             | 55                             | 61                             | 69                             | 75                             | 79                             | 66                             |
| ساعات سطوع الشمس الشهرية                | 184                            | 187                            | 224                            | 251                            | 300                            | 318                            | 354                            | 334                            | 250                            | 225                            | 184                            | 158                            | 2٬965                          |
| المصدر: Agencia Estatal de Meteorología |                                |                                |                                |                                |                                |                                |                                |                                |                                |                                |                                |                                |                                |

## وصلات خارجية
- الموقع الرسمي